# Воля Висоцька (ґміна)
Ґміна Воля Висоцька — колишня (1934–1939 рр.) сільська ґміна Жовківського повіту Львівського воєводства Польської республіки. Центром ґміни було село Воля Висоцька.
Ґміну Воля Висоцька було утворено 1 серпня 1934 р. у межах адміністративної реформи в ІІ Речі Посполитій із дотогочасних сільських ґмін: Добросин, Глинсько, Липина, Пили, Воля Висоцька, Замочок.
Гміна ліквідована в 1940 р. у зв’язку з утворенням Жовківського району.